# Incidente de Lakenheath-Bentwaters
O Incidente de Lakenheath-Bentwaters foi uma série de contatos visuais e avistamentos de OVNIs, através de radares, que ocorreram nas bases áreas do leste da Inglaterra nas noites de 13 e 14 de agosto de 1956, envolvendo uma série de militares da Força Aérea Real. O incidente desde então tem ganhado destaque na literatura ufológica e nos meios de comunicação populares.
A conclusão final do relatório Condon, que investigou o acontecimento, (é o Caso 2) tomou uma posição incomum sobre o caso: "em conclusão, embora as explicações convencionais ou naturais certamente não possam ser excluídas, a probabilidade de tais fenômenos parecem ser baixas neste caso e a probabilidade de que ao menos um genuíno OVNI tenha realmente sido avistado é alta".  No relatório, entretanto, foi argumentado que o evento pode ser explicado como uma falha no radar e a identificação de um fenômeno astronômico.

## O incidente
A seqüência de eventos comumente citada é a registrada pelo Projeto Blue Book, um projeto da força aérea dos EUA, que foi posteriormente analisada pelo Relatório Condon e pelo físico atmosférico James e. McDonald.
O incidente começou na força aérea da RAF, Bentwaters, em Suffolk, na Inglaterra, na noite de 13 de agosto de 1956. O céu estava limpo nesta noite, e havia um número extraordinariamente grande de estrelas cadentes, associada com a chuva de meteoros Perseidas.
Às 21:30, os operadores de radar da base rastrearam um alvo, aparentando ser semelhante a um retorno normal de uma aeronave, aproximando-se da base do mar a uma velocidade de aparentemente vários milhares de quilômetros por hora. Eles também rastrearam um grupo de alvos movendo-se lentamente para o nordeste, que se fundiram em um único alvo muito grande antes de sair do escopo para o norte.
Um T-33 do esquadrão de interceptação, tripulado pelos primeiros tenentes Charles Metz e Andrew Rowe, foi direcionado para investigar os objetos que estavam no radar, mas não viram nada. Nenhum avistamento visual dos objetos fora feito em Bentwaters neste período, com exceção de um objeto que parecia uma estrela, mas que foi posteriormente identificado como provavelmente sendo Marte.
Às 22:55, um alvo foi detectado aproximando-se de Bentwaters vindo do leste em uma velocidade estimada em torno de 3000 a 6000 quilômetros por hora. Desvaneceu-se do espaço quando passou sobre a base (possivelmente sugerindo a propagação anômala como uma fonte para o alvo), reaparecendo ao oeste. No entanto, como ele passou por cima de uma luz branca em movimento rapidamente foi observado a partir do solo, enquanto o piloto de um C-47 a 4000 metros sobre Bentwaters informou que uma luz semelhante tinha passado por baixo de sua aeronave. A esta altura, Bentwaters alertou a base Lakenheath da RAF, 40 km a noroeste, para procurar os alvos. O pessoal que estava no terreno em Lakenheath fez avistamentos visuais de vários objetos luminosos, incluindo dois que chegaram, fizeram uma mudança acentuada no curso, e apareceram para se fundirem antes de sair. O tamanho angular desses objetos foi comparado ao de uma bola de golfe no comprimento dos braços.
A última pessoa a avistar os objetos foi Forrest Perkins, que era o supervisor do radar no centro de controle de tráfego aéreo de Lakenheath, e que descreveu seu relato diretamente ao Relatório Condon em 1968. Perkins alegou que dois interceptores De Havilland Venom foram direcionados a um dos objeto. O piloto do primeiro Venom alcançou o objeto, mas então percebeu que o alvo manobrou atrás dele, perseguindo a aeronave por um período de cerca de 10 minutos, apesar do último tomar ação evasiva violenta; Perkins disse que o piloto estava "preocupado, agitado e igualmente consideravelmente assustado". O segundo Venom foi forçado a retornar à sua estação de repouso devido a problemas de motor; Perkins afirmou que o alvo permaneceu nas telas dos radares por um curto período antes de sair em rumo ao norte.

## Investigações do Relatório Condon
O Relatório Condon incluiu o caso em sua análise pela maior parte em resposta ao depoimento de Perkins. Além do arquivo do Projeto Blue Book, o relatório foi capaz de obter uma mensagem enviada de um Teletipo, transmitida três dias após o incidente, do grupo das base aéreas ao comando de defesa aéreo da Inglaterra; a mensagem relata os eventos, incluindo o episódio relatado por Perkins.
Com base nas informações disponíveis, o pesquisador do relatório (Gordon O. Thayer) sentiu que, embora a propagação anômala fosse possível, a falta de outros alvos em escopos de radar no momento tornou improvável. Focando-se na fase posterior do incidente em Lakenheath, ele chegou à conclusão notável de que "Este é o caso mais intrigante e incomum nos arquivos radar-visuais. O comportamento aparentemente racional e inteligente do OVNI sugere um dispositivo mecânico de origem desconhecida como a explicação mais provável deste avistamento".

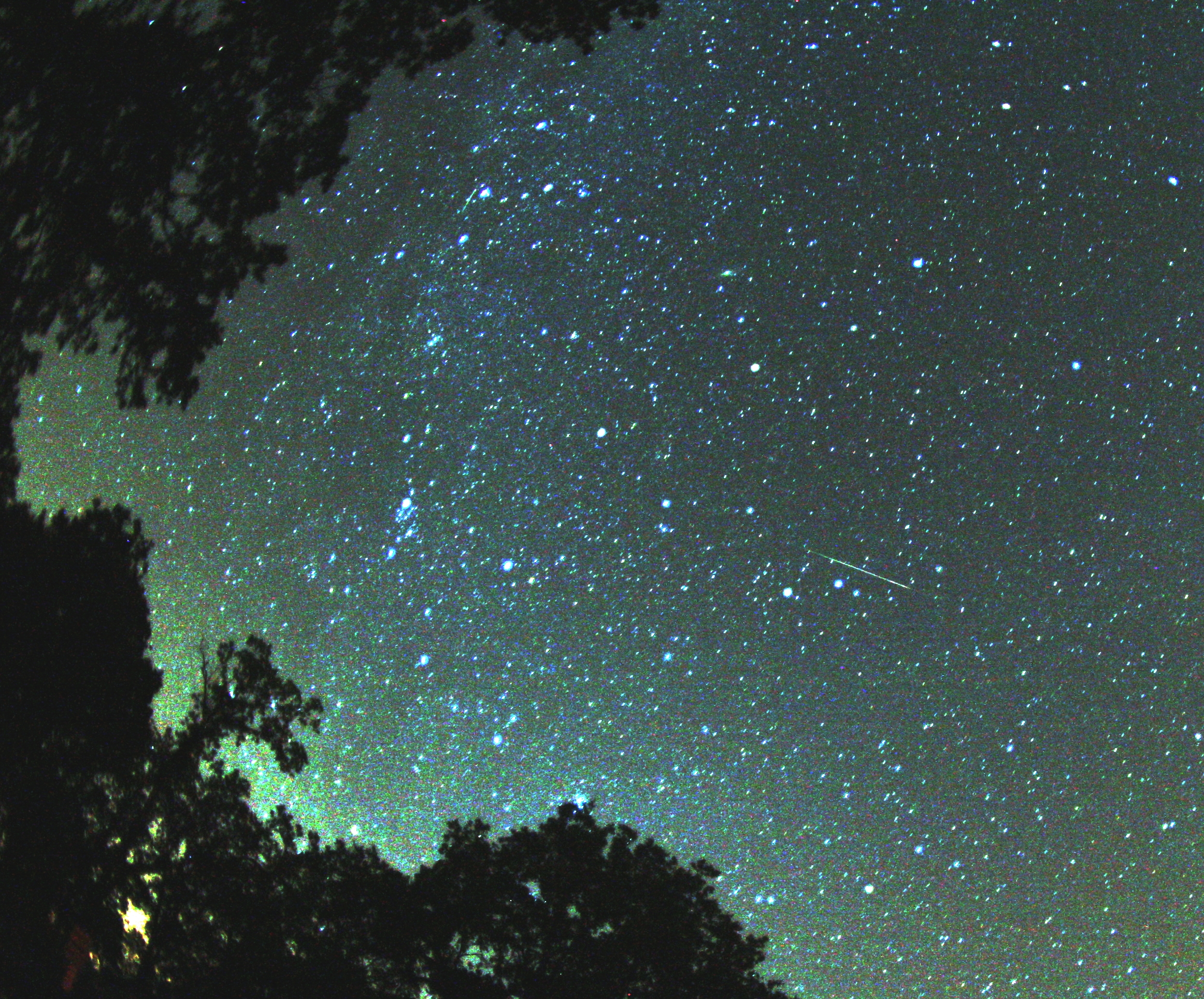
Um meteoro da chuva de meteoros Perseidas.

O jornalista de aviação e famoso cético ufólogico, Philip J. Klass concluiu, no entanto, que o incidente poderia ser explicado como uma combinação de falhas no radar e equívocos com os meteoros do Perseidas. [carece de fontes?] O famoso J. Allen Hynek, professor, astrónomo e ufologista, considera a confusão extremamente improvável. Ele nota também que houve observações simultâneas das testemunhas e de radar. 

## Outras testemunhas
Pouca informação surgiu sobre o caso até o final dos anos 1970, quando um artigo no jornal britânico Daily Express, e um artigo do astrônomo Ian Ridpath na revista britânica Sunday Times, produziu mais testemunhas. O Tenente de vôo Freddie Wimbledon escreveu ao Sunday Times em 19 de março de 1978 contestando a declaração de Ridpath que o incidente foi efetivamente explicado por Klass.
Wimbledon tinha sido o controlador de radar de plantão na base de Neatishead na época dos avistamentos. Apesar de sua concordância de eventos em Perkins em alguns detalhes, incluindo a aeronave Venom sendo aparentemente perseguida pelo objeto, ele afirmou que tinha sido, de fato, sua equipe que dirigiu os dois Venom para a interceptação.

## Pesquisa recente
Quatro pesquisadores britânicos, David Clarke, Andy Roberts, Martin Shough e Jenny Randles, realizaram um estudo que indicou que o incidente, ou incidentes, eram muito mais complexos do que o Relatório Condon havia sugerido.
Mais significativamente, as tripulações originalmente envolvidas no incidente, foram localizadas e entrevistados. As tripulações envolvidas disseram que as aeronaves decolaram às 02:00 e 02:40 em 14 de agosto - cerca de duas horas depois do que Wimbledon e Perkins alegaram que as interceptações ocorreram. Em contraste com os relatórios fornecidos na mensagem original de teleimpressão classificada e nos depoimentos de Wimbledon e Perkins, as tripulações de ambos declararam que os contactos de radar obtidos não eram impressionantes e que não havia "cauda" ou qualquer ação por parte do alvo. Eles também afirmaram que nenhum contato visual foi feito. O primeiro piloto, Chambers, comentou que "meu sentimento é de que não havia nada lá, foi um tipo de erro", enquanto Ivan Logan, o segundo navegador do Venom, afirmou que "tudo o que vimos foi um erro que indicava um alvo estacionário ". No momento, o Esquadrão 23 decidiu que o contato do radar tinha, se houvesse sido, com um balão meteorológico.
Para agregar a natureza contraditória das entrevistas, outra equipe de Venom foi rastreada e disse que as naves tinham decolado muito mais cedo na noite. Os pilotos Leslie Arthur e Grahame Scofield não foram informados sobre a natureza do seu alvo e foram obrigados a retornar à base depois que os tanques de combustível da ala da aeronave não funcionaram; Scofield lembrou-se de ouvir as comunicações de rádio dos pilotos interceptantes, enquanto voltava a Waterbeach mais tarde à noite. O relato de Scofield sobre as transmissões de rádio ouvidas é compatível, de forma enigmática, com os de Wimbledon e Perkins.
A nova pesquisa, além disso, revelou que o comandante, A. N. Davis, também havia sido orientado para investigar o objeto enquanto voava em um Venom. Como a intercepção do objeto teria ocorrido ao mesmo tempo que a descrita por Wimbledon e Perkins, sugeriu-se que Davis e outro piloto eram os dois descritos em suas relatos.